# Potterspury
Potterspury – wieś w Anglii, w hrabstwie Northamptonshire, w dystrykcie (unitary authority) West Northamptonshire. Leży 17 km na południe od miasta Northampton i 84 km na północny zachód od Londynu. Miejscowość liczy 1391 mieszkańców.